# 小葉波沙介
小葉波沙介（学名：Bosasella parviloba）为半花介科波沙介屬下的一个种。